# Vielstedt
Vielstedt ist ein Ortsteil der Gemeinde Hude (Oldenburg) im niedersächsischen Landkreis Oldenburg.

## Geografie
Der Ortsteil liegt südlich des Kernbereichs von Hude. Am nördlichen Ortsrand fließt die Brookbäke, die sich nordwestlich mit der Kimmer Bäke zur Berne vereinigt.
Nordwestlich erstreckt sich das 377 Hektar große Naturschutzgebiet Holler- und Wittemoor und südöstlich das 627 Hektar große Naturschutzgebiet Hasbruch.

## Verkehr
Südlich verläuft die A 28 und östlich die B 212.
Vielstedt ist Haltepunkt an der Weser-Ems Bus Regionallinie 252.

## Vereine
- Boßelclub Vielstedt-Hude e.V.[2]
- Fußballverein TuS Vielstedt e.V.[3]